# Bitlis

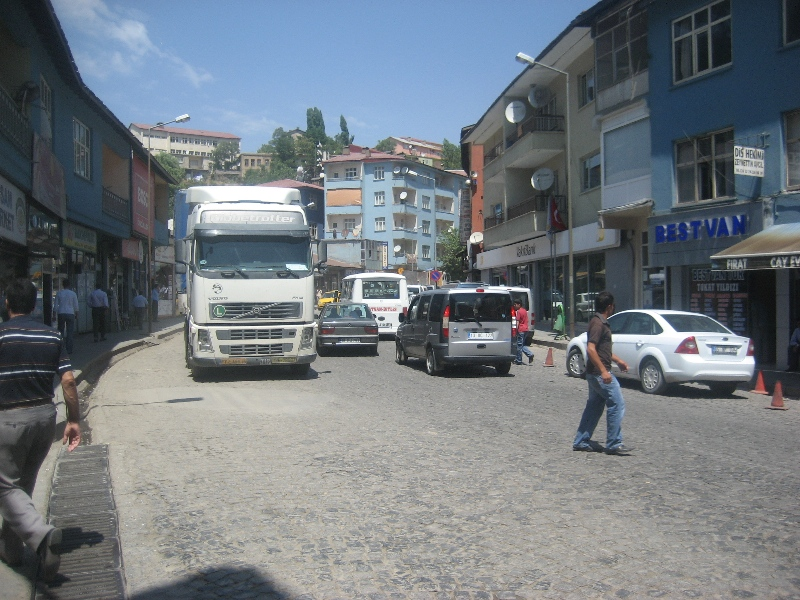
Hauptstraße im Zentrum

Bitlis (kurdisch Bidlîs, armenisch Բաղեշ Bagesch oder Բիթլիս Bidlis, reichsaramäisch ܒܝܬ ܕܠܝܣ Beṯ Dlis) ist eine türkische Stadt in Anatolien. Sie ist die Hauptstadt der gleichnamigen Provinz Bitlis und auch Zentrum des zentralen Landkreises (Merkez). Die Kfz-Kennzeichen der Stadt und der Provinz beginnen mit der Ziffer 13. In Bitlis, der zweitgrößten Stadt der Provinz (nach Tatvan) konzentrieren sich 14,8 Prozent der Provinzbevölkerung.

## Geografie
Bitlis liegt am gleichnamigen Fluss auf rund 1500 Metern Höhe und 25 Kilometer vom Vansee entfernt. Das enge Flusstal bildet die einzige Verbindung durch das Taurusgebirge zwischen dem Vanbecken und der Ebene von Diyarbakır. Daher hat diese Route eine große Bedeutung für den Handel und die Herrscher von Bitlis konnten von den Händlern Zoll erheben.
Der Landkreis wird im Süden von zwei Kreisen der Provinz Siirt begrenzt: (Baykan und Şirvan), die anderen Grenzen werden intern von den Kreisen Mutki, Güroymak, Tatvan und Hizan gebildet. Neben der Kreisstadt Bitlis gibt es noch eine weitere Stadt/Gemeinde (Belediye): Yolalan mit 3106 Einwohnern. Zudem existieren im Kreis noch 76 Dörfer (Köy) mit durchschnittlich 200 Einwohnern. 27 Dörfer haben mehr Einwohner als dieser Durchschnitt. Kireçtaşı (1206), Değirmenaltı (1120) und Arıdağ (1019 Einw.) sind die größten Dörfer, während das kleinste Dorf der Provinz (Kayalıbağ) seit einigen Jahren nur eine Einwohnerin hat.
Die fortgeschriebene Bevölkerung des Landkreises Bitlis betrug am Jahresende 2020 genau 20,0 Prozent der Provinzbevölkerung, wobei der Landkreis hinter Tatvan der zweitbevölkerungsreichste ist. Die Bevölkerungsdichte (66,1 Einw. je km²) ist um ein Drittel höher als die der Provinz Bitlis (42,3).

### Klimatabelle
|                        | Jan   | Feb   | Mär   | Apr   | Mai   | Jun  | Jul  | Aug  | Sep  | Okt  | Nov  | Dez   |   |         |
| Mittl. Temperatur (°C) | −4,7  | −3,4  | 0,9   | 6,8   | 12,3  | 18,1 | 22,6 | 22,8 | 18,3 | 11,2 | 4,1  | −1,76 | ⌀ | 9       |
| Mittl. Tagesmax. (°C)  | −0,9  | 0,9   | 5,0   | 11,7  | 17,5  | 24,0 | 28,9 | 29,3 | 24,8 | 16,5 | 7,9  | 2,0   | ⌀ | 14      |
| Mittl. Tagesmin. (°C)  | −8,5  | −7,5  | −2,8  | 2,5   | 7,2   | 11,4 | 15,6 | 15,9 | 11,6 | 6,3  | 0,4  | −5,0  | ⌀ | 4       |
|                        |       |       |       |       |       |      |      |      |      |      |      |       |   |         |
| Niederschlag (mm)      | 161,0 | 114,3 | 170,0 | 136,6 | 105,7 | 14,6 | 11,1 | 6,1  | 27,9 | 89,0 | 86,8 | 123,5 | Σ | 1.046,6 |
|                        |       |       |       |       |       |      |      |      |      |      |      |       |   |         |
| Regentage (d)          | 13,55 | 11,55 | 13,73 | 13,09 | 14,00 | 5,09 | 2,45 | 1,09 | 2,55 | 8,82 | 9,36 | 12,45 | Σ | 107,73  |

| −8,5 |

| −7,5 |

| −2,8 |

| 2,5 |

| 7,2 |

| 11,4 |

| 15,6 |

| 15,9 |

| 11,6 |

| 6,3 |

| 0,4 |

| −5,0 |

| −8,5 |

| −7,5 |

| −2,8 |

| 2,5 |

| 7,2 |

| 11,4 |

| 15,6 |

| 15,9 |

| 11,6 |

| 6,3 |

| 0,4 |

| −5,0 |

## Bevölkerung
1814 lebten etwa 12.000 Menschen in Bitlis; eine Hälfte war muslimisch, die andere Hälfte stellten christliche Armenier. Im Jahr 1838 lag die Einwohnerzahl zwischen 15.000 und 18.000 – davon zwei Drittel muslimisch, ein Drittel armenisch, und eine kleine Minderheit syrischer Christen. 1898 wurde die Bevölkerung auf nahezu 30.000 geschätzt, darunter 10.000 Armenier und 300 Assyrer, der Rest muslimische Kurden, sowohl Aleviten als auch Sunniten. Die Armenier hatten fünf Schulen für Jungen und drei für Mädchen. Ein Drittel der Bevölkerung von Bitlis war vor dem Ersten Weltkrieg 1914 ethnische Armenier, die Mehrheit waren kurdische Muslime; zudem gab es Aleviten und nichtkurdische sunnitische Muslime. 1915, während des Völkermords an den Armeniern, töteten Türken und Kurden, geführt von Cevdet Pascha, etwa 15.000 Armenier in Bitlis.

### Bevölkerungsentwicklung
Nachfolgende Tabelle zeigt den vergleichenden Bevölkerungsstand am Jahresende für die Provinz, den zentralen Landkreis und die Stadt Bitlis sowie den jeweiligen Anteil an der übergeordneten Verwaltungsebene. Die Zahlen basieren auf dem 2007 eingeführten adressbasierten Einwohnerregister (ADNKS).

| Jahr | Provinz | Landkreis | Landkreis | Stadt | Stadt  |
| Jahr | abs.    | %         | abs.      | %     | abs.   |
| ---- | ------- | --------- | --------- | ----- | ------ |
| 2020 | 350.994 | 20,04     | 70.344    | 73,96 | 52.024 |
| 2019 | 348.115 | 20,31     | 70.699    | 73,57 | 52.015 |
| 2018 | 349.396 | 20,46     | 71.501    | 73,73 | 52.721 |
| 2017 | 341.474 | 20,55     | 70.160    | 72,79 | 51.071 |
| 2016 | 341.225 | 20,29     | 69.222    | 73,85 | 51.118 |
| 2015 | 340.449 | 19,79     | 67.373    | 72,65 | 48.948 |
| 2014 | 338.023 | 19,74     | 66.732    | 71,79 | 47.904 |
| 2013 | 337.156 | 19,60     | 66.095    | 71,12 | 47.008 |
| 2012 | 337.253 | 19,19     | 64.725    | 71,24 | 46.111 |
| 2011 | 336.624 | 19,51     | 65.670    | 70,51 | 46.301 |
| 2010 | 328.767 | 19,11     | 62.811    | 68,63 | 43.109 |
| 2009 | 328.489 | 19,96     | 65.559    | 70,26 | 46.062 |
| 2008 | 326.897 | 18,66     | 60.996    | 67,88 | 41.404 |
| 2007 | 327.886 | 18,84     | 61.787    | 70,17 | 43.359 |

### Stadtentwicklung
Nachfolgende Tabelle gibt Auskunft über die Entwicklung der Einwohnerzahlen von Stadt (Şehir), Kreis (İlçe) und Provinz (İl) Bitlis. Die Zahlen wurden den als PDF-Dateien veröffentlichten Ergebnisse der Volkszählungen der angegebenen Jahre entnommen, abrufbar über die Bibliothek des TURKSTAT (TÜİK)
| Jahr  | 2000    | 1990    | 1985    | 1980    | 1975    | 1970    | 1965    | 1960    | 1955    | 1950   | 1945   | 1940   | 1935   | 1927   |
| ----- | ------- | ------- | ------- | ------- | ------- | ------- | ------- | ------- | ------- | ------ | ------ | ------ | ------ | ------ |
| Şehir | 44.923  | 38.130  | 36.073  | 27.137  | 25.054  | 20.842  | 18.725  | 16.636  | 15.007  | 11.137 | 10.779 | 12.002 | 9.994  | 11.137 |
| İlçe  | 65.169  | 68.132  | 92.174  | 77.295  | 67.112  | 56.928  | 49.890  | 42.940  | 37.651  | 30.957 | 25.972 | 26.898 | 31.319 | 30.957 |
| İl    | 386.678 | 330.115 | 300.843 | 257.908 | 218.305 | 185.473 | 154.069 | 128.966 | 111.187 | 88.634 | 71.950 | 68.825 | – *    | 88.634 |

* Als Teil der Provinz Muş

## Geschichte
Die Geschichte der Stadt reicht weit zurück. Bitlis wird manchmal mit dem urartäischen Uiše gleichgesetzt, das unter anderem aus dem 8. Feldzug Sargons (714 v. Chr.) bekannt ist. Diese Gleichsetzung ist jedoch nicht unumstritten. Der assyrische Name von Bitlis war nach einer Inschrift von Tiglat-pileser III. vielleicht Lusia. In einer populären Legende, die auch von Şerefhan in seinem Geschichtsbuch Scherefname erwähnt wird, wurde die Stadt nach einem General des makedonischen Herrschers Alexander des Großen benannt. Dieser General namens Badlis gründete eine Festung an der Stelle der heutigen Stadt. Bis zur arabischen Eroberung im Jahr 641 war Bitlis ein armenisches Zentrum. Später blühte die Stadt unter den Seldschuken auf. Aus dieser Zeit stammt auch die Große Moschee (türkisch: Ulu Cami), die 1150 errichtet wurde. Bitlis wurde später unter dem kurdischen Stamm der Rozeki zu einem Fürstentum.
Im 15. Jahrhundert waren die Fürsten von Bitlis Vasallen der iranischen Safawiden. Nach der Schlacht bei Tschaldiran 1514 wurde Bitlis osmanisch. Doch die Fürsten wurden vom osmanischen Sultan bestätigt. Bis auf eine kurze Zeit der direkten osmanischen Verwaltung von 50 Jahren blieb Bitlis autonom. Bekannte Fürsten waren Şerefhan aus dem 16. Jahrhundert und Abdal Khan, unter dem Bitlis im 17. Jahrhundert aufblühte. Reiseberichte aus dieser Zeit gibt es von Evliya Çelebi und Jean-Baptiste Tavernier. Tavernier nannte Abdal Han als den mächtigsten kurdischen Fürsten, der weder den Sultan noch den Schah anerkannte. Evliya Çelebi nannte ihn einen Mann der „Tausend Künste“ (Hazārfann). 1847 endete das Fürstentum und Bitlis wurde direkt von den Osmanen regiert. Es wurde Hauptstadt des Vilâyets Bitlis.
Im Ersten Weltkrieg war Bitlis ein Schauplatz des Völkermords an den Armeniern. Allein am 25. Juni 1915 sollen 15.000 armenische Einwohner der Stadt Bitlis und der Umgebung ermordet worden sein. Im August 1916 wurde Bitlis Frontstadt und war dadurch zwischen Osmanen und Russland heftig umkämpft.
1923 wurde Bitlis Teil der Republik Türkei. Seit 1936 ist Bitlis eine eigenständige Provinz.

## Politik
Bei den Kommunalwahlen 2014 wurde Hüseyin Olan von der Demokratik Bölgeler Partisi zum Bürgermeister gewählt. Nevin Daşdemir wurde Ratsmitglied. Gemäß der Parteipraxis fungierten sie als Co-Bürgermeister. Am 24. November 2016 wurden Olan und Daşdemir festgenommen und einen Tag später inhaftiert. Darauf ernannte der Innenminister den Gouverneur von Bitlis Ahmet Çınar zum Treuhänder der Stadt Bitlis. Olan wurde 2017 zu 7,5 Jahren Haft verurteilt.

## Söhne und Töchter der Stadt
- İdris-i Bitlisî (1457–1520), osmanischer Historiker
- Ihsan Nuri Pascha (1893–1976), kurdischer Soldat, Politiker und osmanischer Offizier
- Fuat Sezgin (1924–2018), Orientalist
- Metin Yüksel (Aktivist) (1958–1979), kurdischer islamistischer politischer Aktivist
- Burhanettin Bulut (* 1970), Politiker
- Ayetullah Aslanhan (* 2001), Langstreckenläufer